# Gouloua
Gouloua est un village du Cameroun situé dans le département du Mayo-Tsanaga et la Région de l'Extrême-Nord.

## Population
Lors du troisième recensement général de la population et de l'habitat du Cameroun, le dénombrement de la population du village comptait 2 383 habitants donc 1 100 de sexe masculin et 1 283 de sexe féminin.

## Climat
Le climat de Gouloua est de  type tropical d'altitude. Le mois d'Avril est le mois le plus chaud de l'année avec une température de 30,8 °C et celui de Août est le moins chaud avec 24,4 °C. La température annuelle moyenne est de 26,8 °C pour une précipitation annuelle moyenne de 853 mm.